# Il diritto alla felicità
Il diritto alla felicità è un film del 2021 scritto e diretto da Claudio Rossi Massimi. 
Il film è dedicato a Unicef, con l'adesione di Federfarma e il supporto non condizionato di Sanofi.

## Trama
Libero è un venditore di libri usati e gestisce personalmente una libreria. È un anziano istruito e giudizioso, crede molto nella lettura e ai benefici che dà, perciò gli piace dare una seconda vita ai libri anche regalandone alcuni. Nella sua libreria riceve spesso le visite di molte persone amiche: Bojan, un uomo che per sostenersi raccatta i libri gettati nella spazzatura e li rivende a Libero; Nicola, un cameriere del bar di fianco che per uscire con Chiara le procura dei fotoromanzi per sua madre che non riesce a trovare in giro; il professor Saputo e il collezionista Medusa sempre alla ricerca di testi rari e antichi, e infine Eissien, un ragazzo immigrato che si trova in Italia da sei anni. Eissien non ha soldi per permettersi di comprare un libro, ma Libero gli presta dapprima dei fumetti e poi dei classici della letteratura per avvicinarlo al mondo della lettura. Il prestito di libri va avanti per molto tempo ed Eissien racconta sempre a Libero le sue impressioni su quanto ha letto prima di iniziare una nuova storia. L'ultimo libro che riceve, non in prestito ma in regalo, è la dichiarazione universale dei diritti umani. Il giorno seguente Libero lascia il mondo terreno, soddisfatto per la felicità che ha donato a Eissien e a tutte le persone che ha conosciuto tramite i libri.

## Produzione
Gli esterni sono stati girati a Civitella del Tronto e a Teramo.

## Colonna sonora
Il brano Sogna ragazzo sogna di Roberto Vecchioni è cantato da Marcello Cirillo.

## Distribuzione
Il film è uscito nelle sale il 30 aprile 2021 ed è stato trasmesso da Rai Gulp il 20 novembre 2021, in occasione della Giornata internazionale per i diritti dell'infanzia e dell'adolescenza.
È distribuito in Italia da Associazione Culturale IMAGO e nel mondo da Rai Com.

## Riconoscimenti
- Miglior Film Under the Stars Film Festival (2021)
- Miglior Attore protagonista Remo Girone Under the Stars Film Festival - Sezione De Niro (2021)
- Miglior Film Sezze Film Festival (2021)
- Miglior Film Ventotene Film Festival (2021)
- Miglior Film Castellabate Film Festival (2021)
- Miglior Film San Benedetto Film Fest (2021)
- Premio Troisi alla regia Mare Festival Salina (2021)
- Paladino d'oro miglior film e miglior attore non protagonista Corrado Fortuna Sport Film Festival (2021)
- Premio alla Regia, premio alla produzione e menzione speciale a Federico Perrotta International Tour Film Festival (2021)
- Migliore sceneggiatura Ciak Film Festival (2021)
- Apollo Award al Miglior Film Delphi International Film Festival (2021)
- Honorable Award Athens International Monthly Art Film Festival (2021)
- Miglior Film Procida International Film Festival (2021)
- Miglior Attore protagonista Remo Girone Vesuvius International Film Fest (2021)
- Miglior cinematografia, miglior attore protagonista Remo Girone, miglior cast, miglior colonna sonora, miglior sceneggiatura Heart International Italian Film Festival (2021)
- Premio alla Produzione Terni Film Festival (2021)
- Miglior Film, miglior regia e miglior attore protagonista Remo Girone Rieti & Sabina Film Festival (2021)
- Miglior sceneggiatura e Miglior cinematografia Catania Film Fest (2021)
- Miglior sceneggiatura, miglior regia, miglior attore protagonista Remo Girone. miglior attore non protagonista Didie Lorenz Tchumbu, miglior colonna sonora Nafplio Bridges International Film Festival (2021)
- Miglior film Vittorio Veneto Film Festival sezione Monte Baldo (2021)
- Miglior film Athens International Digital Film Festival (2021)
- Miglior film Rome Outcast Independent Film Award (2022)
- Premio Signis Washington DC International Film Festival